# معالج ستيلي
ستيلي (Stealey) هو الاسم الرمزي لنية المعالجات من النوع x86 المعتمدة على أساس دوثان (Dothan core) والمشتقة من إنتل بنتيوم M، مبنية على معالج 90 nm مع 512 كيلوبايت L2 cache و 400 MT/s ناقل أمامي (front side bus (FSB)). واعطيت الاسم إنتل A100 وإنتل A110 وظهرت كجزء من منصة الـ McCaslin. تم استبدالها عام 2008 بمنصة الـ Menlow بإضافة وحدة معالج مركزية سيلفرثورن (Silverthorne CPU) 45 nm و Poulsbo SCH.
يعمل A110 على 800 ميجاهيرتز، اما الـ A100 فيعمل على 600 ميجاهيرنز، وكلاهما يحتوي على 3 واط TDP، واستهلاك الطاقة اقل من 0.4 واط فقط.
معالجا الـ A100 وA110 تشكل جزء من منصه إنتل موبايل الترا 2007 (Intel Ultra Mobile) وكانت مصممة لتستخدم في أجهزة الإنترنت المتنقلة (MIDs) وأجهزة الحاسوب المحمولة الخفيفة (UMPCs).